# Microphysetica peperita
Microphysetica peperita är en fjärilsart som beskrevs av George Francis Hampson 1917. Microphysetica peperita ingår i släktet Microphysetica och familjen Crambidae. Inga underarter finns listade i Catalogue of Life.